# Wereldbeker alpineskiën 2004/2005
Het FIS wereldbeker alpineskiën seizoen 2004/2005 (officieel: Audi FIS Alpine World Cup 2004/2005) was het 39e seizoen sinds het seizoen 1966/1967 en werd op zaterdag 23 oktober 2004 geopend met de traditionele reuzenslalom voor vrouwen in het Oostenrijkse skioord Sölden in Tirol, een dag later begonnen ook de mannen aan hun seizoen met de reuzenslalom. Het seizoen werd op zondag 13 maart 2005 afgesloten met een reuzenslalom voor vrouwen en een slalom voor mannen in het Zwitserse Lenzerheide.
De alpineskiër die op het einde van het seizoen de meeste punten had verzameld, won de algemene wereldbeker. Ook per discipline werd een apart wereldbekerklassement opgemaakt. De Amerikaan Bode Miller en de Zweedse Anja Pärson wonnen de algemene wereldbeker.

## Mannen

### Kalender
| Datum | Plaats                 | Onderdeel        | Eerste                    | Tweede                | Derde               |
| --- | ---------------------- | ---------------- | ------------------------- | --------------------- | ------------------- |
| 24/10/2004 | Sölden                 | Reuzenslalom     | Bode Miller               | Massimiliano Blardone | Kalle Palander      |
| 27/11/2004 | Lake Louise            | Afdaling         | Bode Miller               | Antoine Deneriaz      | Michael Walchhofer  |
| 28/11/2004 | Lake Louise            | Super G          | Bode Miller               | Hermann Maier         | Michael Walchhofer  |
| 02/12/2004 | Beaver Creek           | Super G          | Stephan Görgl             | Bode Miller           | Mario Scheiber      |
| 03/12/2004 | Beaver Creek           | Afdaling         | Bode Miller               | Daron Rahlves         | Michael Walchhofer  |
| 04/12/2004 | Beaver Creek           | Reuzenslalom     | Lasse Kjus                | Hermann Maier         | Benjamin Raich      |
| 05/12/2004 | Beaver Creek           | Slalom           | Benjamin Raich            | Giorgio Rocca         | Rainer Schoenfelder |
| 11/12/2004 | Val-d'Isère            | Afdaling         | Werner Franz              | Marco Buechel         | Michael Walchhofer  |
| 12/12/2004 | Val-d'Isère            | Reuzenslalom     | Bode Miller               | Lasse Kjus            | Hermann Maier       |
| 13/12/2004 | Sestriere              | Slalom           | Bode Miller               | Silvan Zurbriggen     | Kalle Palander      |
| 17/12/2004 | Val Gardena            | Super G          | Michael Walchhofer        | Hermann Maier         | Benjamin Raich      |
| 18/12/2004 | Val Gardena            | Afdaling         | Max Rauffer               | Jürg Grünenfelder     | Johann Grugger      |
| 19/12/2004 | Alta Badia             | Reuzenslalom     | Thomas Grandi             | Benjamin Raich        | Didier Cuche        |
| 21/12/2004 | Flachau                | Reuzenslalom     | Thomas Grandi             | Didier Cuche          | Bode Miller         |
| 22/12/2004 | Flachau                | Slalom           | Giorgio Rocca             | Rainer Schoenfelder   | Alois Vogl          |
| 29/12/2004 | Bormio                 | Afdaling         | Johann Grugger            | Michael Walchhofer    | Fritz Strobl        |
| 08/01/2005 | Chamonix-Mont-Blanc    | Afdaling         | Johann Grugger            | Kristian Ghedina      | Michael Walchhofer  |
| 09/01/2005 | Chamonix-Mont-Blanc    | Slalom           | Giorgio Rocca             | Benjamin Raich        | Markus Larsson      |
| 11/01/2005 | Adelboden              | Reuzenslalom     | Massimiliano Blardone     | Bode Miller           | Kalle Palander      |
| 14/01/2005 | Wengen                 | Super Combinatie | Benjamin Raich            | Lasse Kjus            | Didier Defago       |
| 15/01/2005 | Wengen                 | Afdaling         | Michael Walchhofer        | Christoph Gruber      | Bode Miller         |
| 16/01/2005 | Wengen                 | Slalom           | Alois Vogl                | Ivica Kostelić        | Benjamin Raich      |
| 23/01/2005 | Kitzbühel              | Slalom           | Manfred Pranger           | Mario Matt            | Ivica Kostelić      |
| 24/01/2005 | Kitzbühel              | Super G          | Hermann Maier             | Daron Rahlves         | Fritz Strobl        |
| 25/01/2005 | Schladming             | Slalom           | Manfred Pranger           | Benjamin Raich        | André Myhrer        |
| 29 januari tot en met 12 februari 2005: Wereldkampioenschappen alpineskiën 2005 in Bormio (telt niet mee voor wereldbeker) |                        |                  |                           |                       |                     |
| 18/02/2005 | Garmisch-Partenkirchen | Afdaling         | Michael Walchhofer        | Hermann Maier         | Bode Miller         |
| 19/02/2005 | Garmisch-Partenkirchen | Afdaling         | Michael Walchhofer        | Mario Scheiber        | Fritz Strobl        |
| 20/02/2005 | Garmisch-Partenkirchen | Super G          | Christoph Gruber          | Didier Defago         | François Bourque    |
| 26/02/2005 | Kranjska Gora          | Reuzenslalom     | Benjamin Raich            | Hermann Maier         | Kalle Palander      |
| 27/02/2005 | Kranjska Gora          | Slalom           | Giorgio Rocca             | André Myhrer          | Benjamin Raich      |
| 05/03/2005 | Kvitfjell              | Afdaling         | Hermann Maier             | Mario Scheiber        | Ambrosi Hoffmann    |
| 06/03/2005 | Kvitfjell              | Super G          | Hermann Maier             | Didier Defago         | Daron Rahlves       |
| 10/03/2005 | Lenzerheide            | Afdaling         | Lasse Kjus                | Bode Miller           | Fritz Strobl        |
| 11/03/2005 | Lenzerheide            | Super G          | Bode Miller Daron Rahlves | niet uitgereikt       | Stephan Görgl       |
| 12/03/2005 | Lenzerheide            | Reuzenslalom     | Stephan Görgl             | Bode Miller           | Benjamin Raich      |
| 13/03/2005 | Lenzerheide            | Slalom           | Mario Matt                | Alois Vogl            | Rainer Schönfelder  |

### Eindstanden
| Algemeen klassement | Algemeen klassement | Algemeen klassement | Algemeen klassement | Algemeen klassement | Algemeen klassement | Algemeen klassement | Algemeen klassement | Algemeen klassement | Algemeen klassement   | Algemeen klassement | Algemeen klassement |
| #                   | Naam                | Land                | Punten              | #                   | Naam                | Land                | Punten              | #                   | Naam                  | Land                | Punten              |
| ------------------- | ------------------- | ------------------- | ------------------- | ------------------- | ------------------- | ------------------- | ------------------- | ------------------- | --------------------- | ------------------- | ------------------- |
| 1                   | Bode Miller         | USA                 | 1648                | 11                  | Marco Büchel        | LIE                 | 516                 | 21                  | Aksel Lund Svindal    | NOR                 | 370                 |
| 2                   | Benjamin Raich      | AUT                 | 1454                | 12                  | Thomas Grandi       | CAN                 | 500                 | 22                  | Bruno Kernen          | SUI                 | 357                 |
| 3                   | Hermann Maier       | AUT                 | 1295                | 13                  | Christoph Gruber    | AUT                 | 487                 | 23                  | Massimiliano Blardone | ITA                 | 345                 |
| 4                   | Michael Walchhofer  | AUT                 | 1012                | 14                  | Rainer Schönfelder  | AUT                 | 485                 | 24                  | Silvan Zurbriggen     | SUI                 | 344                 |
| 5                   | Daron Rahlves       | USA                 | 984                 | 15                  | Stephan Görgl       | AUT                 | 451                 | 25                  | Erik Guay             | CAN                 | 330                 |
| 6                   | Didier Defago       | SUI                 | 684                 | 16                  | Mario Scheiber      | AUT                 | 429                 | 26                  | Kjetil André Aamodt   | NOR                 | 311                 |
| 7                   | Lasse Kjus          | NOR                 | 580                 | 17                  | Didier Cuche        | SUI                 | 404                 | 27                  | Alois Vogl            | GER                 | 310                 |
| 8                   | Fritz Strobl        | AUT                 | 537                 | 18                  | Giorgio Rocca       | ITA                 | 402                 | 28                  | Ambrosi Hoffmann      | SUI                 | 295                 |
| 9                   | Kalle Palander      | FIN                 | 530                 | 19                  | Manfred Mölgg       | ITA                 | 398                 | 29                  | Mario Matt            | AUT                 | 294                 |
| 10                  | Johann Grugger      | AUT                 | 521                 | 20                  | Manfred Pranger     | AUT                 | 396                 | 30                  | Peter Fill            | ITA                 | 266                 |

| Afdaling | Afdaling           | Afdaling | Afdaling |
| #        | Naam               | Land     | Punten   |
| -------- | ------------------ | -------- | -------- |
| 1        | Michael Walchhofer | AUT      | 681      |
| 2        | Bode Miller        | USA      | 618      |
| 3        | Hermann Maier      | AUT      | 451      |
| 4        | Daron Rahlves      | USA      | 444      |
| 5        | Johann Grugger     | AUT      | 418      |
| 6        | Fritz Strobl       | AUT      | 379      |
| 7        | Werner Franz       | AUT      | 254      |
| 8        | Mario Scheiber     | AUT      | 247      |
| 9        | Christoph Gruber   | AUT      | 242      |
| 10       | Marco Büchel       | LIE      | 237      |

| Super G | Super G            | Super G | Super G |
| #       | Naam               | Land    | Punten  |
| ------- | ------------------ | ------- | ------- |
| 1       | Bode Miller        | USA     | 470     |
| 2       | Hermann Maier      | AUT     | 453     |
| 3       | Daron Rahlves      | USA     | 362     |
| 4       | Didier Défago      | SUI     | 286     |
| 5       | Michael Walchhofer | AUT     | 265     |
| 6       | Benjamin Raich     | AUT     | 262     |
| 7       | Stephan Görgl      | AUT     | 245     |
| 8       | Marco Büchel       | LIE     | 198     |
| 9       | Mario Scheiber     | AUT     | 166     |
| 10      | Fritz Strobl       | AUT     | 158     |

| Reuzenslalom | Reuzenslalom          | Reuzenslalom | Reuzenslalom |
| #            | Naam                  | Land         | Punten       |
| ------------ | --------------------- | ------------ | ------------ |
| 1            | Benjamin Raich        | AUT          | 423          |
| 2            | Bode Miller           | USA          | 420          |
| 3            | Thomas Grandi         | CAN          | 366          |
| 4            | Hermann Maier         | AUT          | 362          |
| 5            | Massimiliano Blardone | ITA          | 345          |
| 6            | Kalle Palander        | FIN          | 303          |
| 7            | Lasse Kjus            | NOR          | 258          |
| 8            | Davide Simoncelli     | ITA          | 207          |
| 9            | Stephan Görgl         | AUT          | 206          |
| 10           | Fredrik Nyberg        | SWE          | 203          |

| Slalom | Slalom             | Slalom | Slalom |
| #      | Naam               | Land   | Punten |
| ------ | ------------------ | ------ | ------ |
| 1      | Benjamin Raich     | AUT    | 552    |
| 2      | Rainer Schönfelder | AUT    | 408    |
| 3      | Manfred Pranger    | AUT    | 396    |
| 4      | Giorgio Rocca      | ITA    | 390    |
| 5      | Alois Vogl         | GER    | 310    |
| 6      | Mario Matt         | AUT    | 294    |
| 7      | Ivica Kostelić     | CRO    | 263    |
| 8      | Manfred Mölgg      | ITA    | 256    |
| 9      | André Myhrer       | SWE    | 247    |
| 10     | Kalle Palander     | FIN    | 227    |

## Vrouwen

### Kalender
| Datum | Plaats                | Onderdeel        | Eerste                | Tweede                | Derde                          |
| --- | --------------------- | ---------------- | --------------------- | --------------------- | ------------------------------ |
| 23/10/2004 | Sölden                | Reuzenslalom     | Anja Pärson           | Tanja Poutiainen      | María José Rienda              |
| 26/11/2004 | Aspen                 | Reuzenslalom     | Tanja Poutiainen      | Anja Pärson           | Janica Kostelić                |
| 27/11/2004 | Aspen                 | Slalom           | Janica Kostelić       | Anja Pärson           | Tanja Poutiainen               |
| 28/11/2004 | Aspen                 | Slalom           | Tanja Poutiainen      | Manuela Mölgg         | Kristina Koznick               |
| 03/12/2004 | Lake Louise           | Afdaling         | Lindsey Vonn          | Carole Montillet      | Hilde Gerg                     |
| 04/12/2004 | Lake Louise           | Afdaling         | Hilde Gerg            | Renate Götschl        | Carole Montillet               |
| 05/12/2004 | Lake Louise           | Super G          | Michaela Dorfmeister  | Renate Götschl        | Lindsey Vonn                   |
| 11/12/2004 | Altenmarkt-Zauchensee | Super G          | Alexandra Meissnitzer | Lucia Recchia         | Tina Maze                      |
| 12/12/2004 | Altenmarkt-Zauchensee | Slalom           | Tanja Poutiainen      | Marlies Schild        | Janica Kostelić                |
| 21/12/2004 | Sankt Moritz          | Super G          | Hilde Gerg            | Lindsey Vonn          | Maria Höfl-Riesch              |
| 22/12/2004 | Sankt Moritz          | Reuzenslalom     | Tina Maze             | Anja Pärson           | María José Rienda              |
| 28/12/2004 | Semmering             | Reuzenslalom     | Marlies Schild        | Tanja Poutiainen      | Elisabeth Görgl                |
| 29/12/2004 | Semmering             | Slalom           | Marlies Schild        | Janica Kostelić       | Tanja Poutiainen               |
| 06/01/2005 | Santa Caterina        | Afdaling         | Michaela Dorfmeister  | Lindsey Vonn          | Hilde Gerg                     |
| 07/01/2005 | Santa Caterina        | Afdaling         | Ingrid Jacquemod      | Renate Götschl        | Carole Montillet               |
| 08/01/2005 | Santa Caterina        | Reuzenslalom     | Tina Maze             | Genevieve Simard      | Allison Forsyth                |
| 09/01/2005 | Santa Caterina        | Slalom           | Marlies Schild        | Janica Kostelić       | Monika Bergmann-Schmuderer     |
| 12/01/2005 | Cortina d'Ampezzo     | Super G          | Renate Götschl        | Anja Pärson           | Martina Ertl                   |
| 14/01/2005 | Cortina d'Ampezzo     | Super G          | Renate Götschl        | Lindsey Vonn          | Silvia Berger                  |
| 15/01/2005 | Cortina d'Ampezzo     | Afdaling         | Renate Götschl        | Janica Kostelić       | Lindsey Vonn                   |
| 16/01/2005 | Cortina d'Ampezzo     | Afdaling         | Michaela Dorfmeister  | Renate Götschl        | Hilde Gerg                     |
| 20/01/2005 | Zagreb                | Slalom           | Tanja Poutiainen      | Kristina Koznick      | Marlies Schild                 |
| 22/01/2005 | Maribor               | Reuzenslalom     | Tina Maze             | Karen Putzer          | Martina Ertl                   |
| 23/01/2005 | Maribor               | Slalom           | Anja Pärson           | Janica Kostelić       | Tanja Poutiainen               |
| 29 januari tot en met 12 februari 2005: Wereldkampioenschappen alpineskiën 2005 in Bormio (telt niet mee voor wereldbeker) |                       |                  |                       |                       |                                |
| 19/02/2005 | Åre                   | Super G          | Michaela Dorfmeister  | Alexandra Meissnitzer | Lucia Recchia                  |
| 20/02/2005 | Åre                   | Reuzenslalom     | María José Rienda     | Nicole Hosp           | Anja Pärson                    |
| 25/02/2005 | San Sicario           | Super G          | Anja Pärson           | Isolde Kostner        | Michaela Dorfmeister Tina Maze |
| 26/02/2005 | San Sicario           | Afdaling         | Anja Pärson           | Janica Kostelić       | Hilde Gerg                     |
| 27/02/2005 | San Sicario           | Super Combinatie | Janica Kostelić       | Anja Pärson           | Emily Brydon                   |
| 10/03/2005 | Lenzerheide           | Afdaling         | Renate Götschl        | Ingrid Jacquemod      | Hilde Gerg                     |
| 11/03/2005 | Lenzerheide           | Super G          | Michaela Dorfmeister  | Marlies Schild        | Anja Pärson                    |
| 12/03/2005 | Lenzerheide           | Slalom           | Sarah Schleper        | Janica Kostelić       | Nicole Hosp                    |
| 13/03/2005 | Lenzerheide           | Reuzenslalom     | María José Rienda     | Tanja Poutiainen      | Nicole Hosp                    |

### Eindstanden
| Algemeen klassement | Algemeen klassement  | Algemeen klassement | Algemeen klassement | Algemeen klassement | Algemeen klassement   | Algemeen klassement | Algemeen klassement | Algemeen klassement | Algemeen klassement | Algemeen klassement | Algemeen klassement |
| #                   | Naam                 | Land                | Punten              | #                   | Naam                  | Land                | Punten              | #                   | Naam                | Land                | Punten              |
| ------------------- | -------------------- | ------------------- | ------------------- | ------------------- | --------------------- | ------------------- | ------------------- | ------------------- | ------------------- | ------------------- | ------------------- |
| 1                   | Anja Pärson          | SWE                 | 1359                | 11                  | Martina Ertl          | GER                 | 645                 | 21                  | Isolde Kostner      | ITA                 | 289                 |
| 2                   | Janica Kostelić      | CRO                 | 1356                | 12                  | Elisabeth Görgl       | AUT                 | 511                 | 22                  | Caroline Lalive     | USA                 | 286                 |
| 3                   | Renate Götschl       | AUT                 | 1164                | 13                  | Ingrid Jacquemod      | FRA                 | 502                 | 23                  | Genevieve Simard    | CAN                 | 284                 |
| 4                   | Michaela Dorfmeister | AUT                 | 1122                | 14                  | Nicole Hosp           | AUT                 | 492                 | 24                  | Sonja Nef           | SUI                 | 275                 |
| 5                   | Tanja Poutiainen     | FIN                 | 1039                | 15                  | Kristina Koznick      | USA                 | 432                 | 25                  | Karen Putzer        | ITA                 | 265                 |
| 6                   | Lindsey Vonn         | USA                 | 914                 | 16                  | Alexandra Meissnitzer | AUT                 | 428                 | 26                  | Lucia Recchia       | ITA                 | 265                 |
| 7                   | Hilde Gerg           | GER                 | 799                 | 17                  | Sarah Schleper        | MEX                 | 423                 | 27                  | Sylviane Berthod    | SUI                 | 263                 |
| 8                   | Marlies Schild       | AUT                 | 669                 | 18                  | Carole Montillet      | FRA                 | 410                 | 28                  | Petra Haltmayr      | GER                 | 258                 |
| 9                   | Julia Mancuso        | USA                 | 659                 | 19                  | María José Rienda     | ESP                 | 384                 | 29                  | Silvia Berger       | AUT                 | 241                 |
| 10                  | Tina Maze            | SLO                 | 650                 | 20                  | Emily Brydon          | CAN                 | 341                 | 30                  | Kirsten Clark       | USA                 | 239                 |

| Afdaling | Afdaling             | Afdaling | Afdaling |
| #        | Naam                 | Land     | Punten   |
| -------- | -------------------- | -------- | -------- |
| 1        | Renate Götschl       | AUT      | 567      |
| 2        | Hilde Gerg           | GER      | 495      |
| 3        | Michaela Dorfmeister | AUT      | 432      |
| 4        | Janica Kostelić      | CRO      | 387      |
| 5        | Lindsey Vonn         | USA      | 384      |
| 6        | Ingrid Jacquemod     | FRA      | 298      |
| 7        | Carole Montillet     | FRA      | 284      |
| 8        | Anja Pärson          | SWE      | 209      |
| 9        | Sylviane Berthod     | SUI      | 207      |
| 10       | Julia Mancuso        | USA      | 170      |

| Super G | Super G               | Super G | Super G |
| #       | Naam                  | Land    | Punten  |
| ------- | --------------------- | ------- | ------- |
| 1       | Michaela Dorfmeister  | AUT     | 493     |
| 2       | Renate Götschl        | AUT     | 416     |
| 3       | Lindsey Vonn          | USA     | 396     |
| 4       | Anja Pärson           | SWE     | 359     |
| 5       | Hilde Gerg            | GER     | 296     |
| 6       | Alexandra Meissnitzer | AUT     | 276     |
| 7       | Janica Kostelić       | CRO     | 257     |
| 8       | Lucia Recchia         | ITA     | 240     |
| 9       | Tina Maze             | SLO     | 236     |
| 10      | Martina Ertl          | GER     | 224     |

| Reuzenslalom | Reuzenslalom      | Reuzenslalom | Reuzenslalom |
| #            | Naam              | Land         | Punten       |
| ------------ | ----------------- | ------------ | ------------ |
| 1            | Tanja Poutiainen  | FIN          | 461          |
| 2            | Anja Pärson       | SWE          | 410          |
| 3            | María José Rienda | ESP          | 384          |
| 4            | Tina Maze         | SLO          | 366          |
| 5            | Genevieve Simard  | CAN          | 241          |
| 6            | Nicole Hosp       | AUT          | 238          |
| 7            | Martina Ertl      | GER          | 230          |
| 7            | Julia Mancuso     | USA          | 230          |
| 9            | Karen Putzer      | ITA          | 226          |
| 10           | Elisabeth Görgl   | AUT          | 225          |

| Slalom | Slalom                     | Slalom | Slalom |
| #      | Naam                       | Land   | Punten |
| ------ | -------------------------- | ------ | ------ |
| 1      | Tanja Poutiainen           | FIN    | 570    |
| 2      | Janica Kostelić            | CRO    | 400    |
| 3      | Marlies Schild             | AUT    | 376    |
| 4      | Kristina Koznick           | USA    | 355    |
| 5      | Sarah Schleper             | MEX    | 337    |
| 6      | Anja Pärson                | SWE    | 301    |
| 7      | Nicole Hosp                | AUT    | 204    |
| 8      | Monika Bergmann-Schmuderer | GER    | 194    |
| 9      | Veronika Velez Zuzulová    | SVK    | 185    |
| 10     | Nika Fleiss                | CRO    | 183    |